# (3530) Hammel
(3530) Hammel est un astéroïde de la ceinture principale.

## Description
(3530) Hammel est un astéroïde de la ceinture principale. Il fut découvert le 2 mars 1981 à Siding Spring par Schelte J. Bus. Il présente une orbite caractérisée par un demi-grand axe de 2,40 UA, une excentricité de 0,23 et une inclinaison de 1,2° par rapport à l'écliptique.

## Compléments